# Chester (Connecticut)
Chester é uma cidade  localizada no estado americano de Connecticut, no Condado de Middlesex.

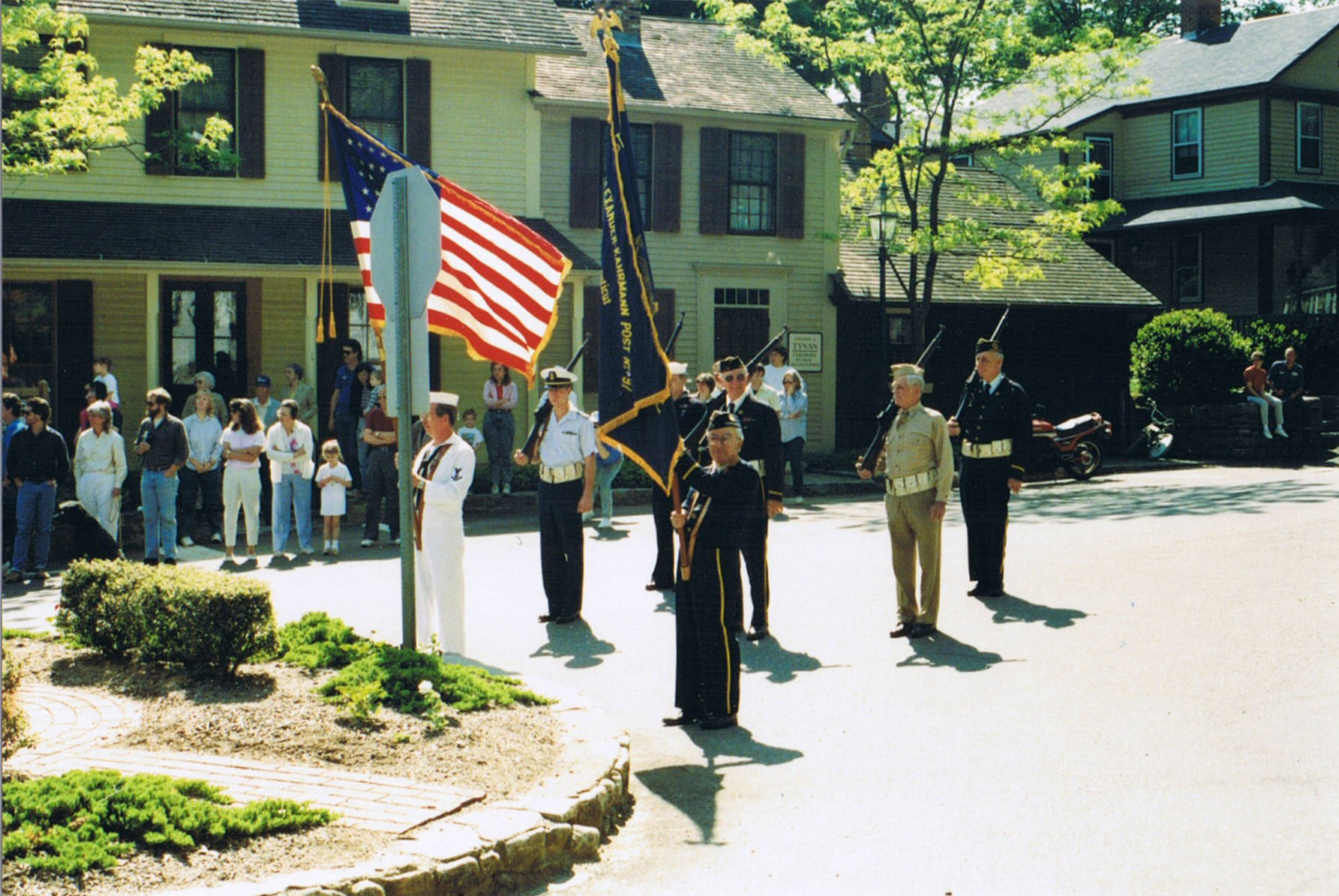
Memorial Day, 1990.

## Demografia
Segundo o censo americano de 2000, a sua população era de 3743 habitantes.

## Geografia
De acordo com o United States Census Bureau tem uma área de
43,6 km², dos quais 41,5 km² cobertos por terra e 2,1 km² cobertos por água.

## Localidades na vizinhança
O diagrama seguinte representa as localidades num raio de 16 km ao redor de Chester.